# Ямушан-Ключі
Ямуша́н-Ключі́ (рос. Ямушан-Ключи) — присілок в Кізнерському районі Удмуртії, Росія.
Населення становить 2 особи (2010, 17 у 2002).
Національний склад (2002):
- кряшени — 59 %
- росіяни — 35 %

Урбаноніми:
- вулиці — Верхня, Нижня